# Regne de Gera
El regne de Gera (1835 – 1887) fou un dels regnes de la regió dels Gibe a Etiòpia que va emergir al segle xix. Tenia per la frontera del nord al regne de Gumma, per la seva frontera oriental el regne de Gomma, i estava separat del regne de Kaffa al sud pel riu Gojeb. La seva capital era a Chala (Cira), el seu territori es correspon aproximadament amb el modern districte (woreda) de Gera.
El regne de Gera estava en una vall envoltada de turons suaument ondulants i extenses terres pantanoses que arribaven fins als turons del nord. La població d'aquest regne es creia el 1880 que podia ser entre 15.000 i 16.000 persones La plantada i posterior collita de blat de moro seguia un calendari diferent a Gera en relació als altres regnes de la regió de Gibe; els altres plantaven el febrer i collien el juliol, i en canvi a Gera es plantava l'abril i es collia l'agost. Mohammed Hassen afegeix que Gera "era, i encara és, la terra rica de mel" i es fixa que la mel de Gera tenia la reputació de ser la mel més fins a Etiòpia. Hassen llista vuit classes de mel obtinguda a Gera, sent la millor la Ebichaa ("mel fosca"), de la qual es feia aiguamel coneguda com a tej (dadhi), la beguda de la reialesa i dignataris de la regió de Gibe. "No és sorprenent, per això", segons conclou Hassen, "que l'apreciat i prestigiós Ebichaa fos un monopoli reial.".
Gera és també el territori del mont Ijersa, que els oromos veuen com a sagrat. Creuen que Déu prendrà el seu seient allà en el moment del Judici Final.
Els governants del regne tenien el títol reial de Donacho.

## Història
Segons Beckingham i Huntingford, hi ha evidència que la monarquia de Gera existia abans de la gran emigració dels oromos al segle xvi. Tanmateix, segons Mohammed Hassen, Gera fou l'últim dels regne de Gibe rque es va crear i hauria estat fundat per Gunji, "un líder de guerra triomfant que es va proclamar rei" al voltant de 1835, però moria poc després. Aquesta dinastia va arribar al final amb l'assassinat de Tulu Ganje pel rei Oncho de Gumma. Una nova dinastia fou fundada per Abba Baso, que va demostrar ser un governant impopular, sent enderrocat pel seu germà Abba Rago, que va enviar a Abba Baso a l'exili a Jimma.
Segons Trimingham, el regne gaudia de la seva prosperitat més gran sota el rei Abba Magal, que s'havia convertit a l'islam, encara que un bon nombre dels seus súbdits encara es declaraven cristians. No és clar quin rei de la regió de Gibe fou responsable d'aquesta conversió: Trimingham l'atribueix a Abba Jubir de Gumma; Mohammed Hassen dona el crèdit inicial a Abba Bagibo de Limmu-Ennarea, que es va oferir a donar suport a Abba Magal en la seva baralla pel tron, si permetia missioners musulmans al seu regne, i només més tard Abba Jubir el va convertir. A la mort del rei Abba Magal, la seva muller Genne Fa feia de regent per al seu fill, i els dos es van convertir en presoners a Jimma quan Gera fou conquerida per dejazmach Besha Abua el 1887.

## Governants[10]
| Període              | Sobirà             | Notes                              |
| -------------------- | ------------------ | ---------------------------------- |
| títol Moti           |                    |                                    |
| (semi-llegendari)    | Abba Sirba, Moti   | (Borana)                           |
| (semi-legendary)     | Raia, Moti         |                                    |
| (semi-legendary)     | Macha, Moti        | (Borana)                           |
| (semi-legendary)     | Akako, Moti        | (Borana)                           |
| (semi-legendary)     | Jimma, Moti        | (Borana)                           |
| (semi-legendary)     | Abo, Moti          | (Borana)                           |
| (semi-legendary)     | Saiyo, Moti        | (Borana)                           |
| (semi-legendary)     | Bobo, Moti         | (? Bareituma)                      |
| assassinat vers 1840 | Tulu Ganje, Moti   | assassinat per Oncho, rei de Gumma |
| vers 1840            | Abba Baso, Moti    |                                    |
| vers 1845 a 1860     | Abba Rago I, Moti  | va regnat 15 anys                  |
| vers 1860 - 1870     | Abba Magal, Moti   |                                    |
| vers 1870            | Abba Rago II, Moti |                                    |
| vers 1880            | Genne Fa           | vídua d'Abba Rago II               |